# François Joseph Vernay
François Joseph Vernay, né le 22 avril 1864 Genève et mort le 26 janvier 1950 dans la même ville, est un artiste peintre impressionniste et illustrateur suisse. 
Il a été l'élève de Barthélemy Menn et Joseph Mittey. Il peint notamment des paysages du sud de la France comme le monastère de Saint-Honorat près de Cannes ou Nice. Il peint aussi des natures mortes.
Vernay a été professeur à l'École des beaux-arts de Genève.